# Daniel Doom
Daniel Doom (Kortemark, 28 november 1934 - aldaar, 29 februari 2020) was een Belgisch wielrenner. Hij was beroepsrenner van 1959 tot 1964. Zijn grootste overwinning was de E3 Prijs Vlaanderen in 1960.

## Belangrijkste overwinningen
1959
- Kortemark
- Zonnebeke
- Nederename

1960
- E3 Prijs Vlaanderen
- Roeselare

1961
- Oostwinkel
- Zeebrugge

1962
- Eine
- Harelbeke
- Kortemark

## Resultaten in voornaamste wedstrijden
| Jaar | Ronde van Italië | Ronde van Frankrijk | Ronde van Spanje |
| ---- | ---------------- | ------------------- | ---------------- |
| 1960 |                  |                     |                  |
| 1961 |                  |                     |                  |
| 1962 |                  | 40e                 |                  |
| 1963 |                  | opgave              |                  |
| 1964 |                  |                     |                  |

| Jaar | Milaan-San Remo | Gent-Wevelgem | Ronde van Vlaanderen | Parijs-Roubaix | Luik-Bast.‑Luik | Omloop Het Volk | Parijs-Tours | E3 Harelbeke |  | WK op de weg |  | Wereldranglijsten |
| ---- | --------------- | ------------- | -------------------- | -------------- | --------------- | --------------- | ------------ | ------------ |  | ------------ |  | ----------------- |
| 1960 |                 |               |                      |                | 12e             |                 | 23e          | ↑            |  |              |  |                   |
| 1961 |                 |               |                      |                |                 | 24e             |              |              |  |              |  |                   |
| 1962 |                 |               |                      |                | 13e             | 15e             | 55e          |              |  |              |  |                   |
| 1963 |                 |               |                      | 67e            | 26e             | 7e              |              |              |  |              |  |                   |
| 1964 | 33e             | 20e           |                      |                |                 | 52e             | 37e          |              |  |              |  |                   |